# Stanari
Stanari (cyr. Станари) – miasto w Bośni i Hercegowinie, w Republice Serbskiej, siedziba gminy Stanari. W 2013 roku liczyło 1015 mieszkańców.